# Агакова, Олимпиада Яковлевна
Олимпиа́да Яко́влевна Ага́кова (23 июля 1918, Сеткасы — 8 июля 1999) — советская и российская чувашская певица (лирическое сопрано), педагог, участница Великой Отечественной войны. Заслуженная артистка Чувашской АССР (1950). Член Ассоциации композиторов Чувашской Республики.

## Биография
Олимпиада Агакова родилась 23 июля 1918 года в деревне Сеткасы Ядринского района Чувашской Республики в семье сельского учителя.

### Семья
Отец — Яков Ананьевич Агаков, выпускник Симбирской чувашской учительской школы, преподавал чувашский язык, литературу и музыку.
Братья — Леонид Яковлевич Агаков, писатель; Владислав Леонидович Агаков, окончил Литературный институт, увлекался классической музыкой, на погиб на фронте в первые дни войны.

### Деятельность
В 14-летнем возрасте поступила в Ядринское педагогическое училище на специальность педагог физического воспитания. Там раньше учился её брат Леонид. Олимпиада Яковлевна увлекалась классической музыкой, пела в хоре, играла на разных музыкальных инструментах, много читала. По воспоминаниям учеников и её современников, она была активисткой и передовой физкультурницей. Окончила училище в 1935 году.
В 1936 году поступила на подготовительные курсы при Чебоксарском музыкальном техникуме. По их окончании в 1938 году была принята на первый курс музыкального техникума сразу на два отделения: фортепианное и вокальное. Частые встречи с известными композиторами и певцами, включая сосланных в Чувашию из-за политических убеждений, такими как В. М. Кривоносов, И. В. Люблин, С. Габер, А. Я. Порубиновский, Д. С. Нодель, способствовали творческому росту О. Я. Агаковой. С началом Великой Отечественной войны в 1941 году музыкальный техникум был закрыт.
Участвовала в Великой Отечественной войне. Добровольно вступив в Красную армию весной 1942 года, участвовала в боях за освобождение Молдавии и освобождение Венгрии, была медсестрой, спасала жизни раненных солдат до самого окончания войны. Служила на фронте в пулемётном расчёте бронепоезда; в зенитном дивизионе в Химках. За отвагу и мужество, проявленные во время войны, Олимпиада Яковлевна была награждена орденом Отечественной войны II степени. До осени 1943 года была артисткой Чувашского государственного ансамбля песни и пляски, в составе которого совершила концертную поездку в действующую армию (январь — март 1943). Вернулась домой из Венгрии летом 1945 года.
После демобилизации в 1945 году вернулась в Чебоксары, где продолжила своё образование в музыкальном техникуме, окончила его в 1946 году. Затем работала солисткой хора Вокального ансамбля Радио Чувашии. В течение 14 лет она исполняла для слушателей многие песни чувашских композиторов. За высокое исполнительское мастерство ей в 1950 году было присвоено почётное звание «Заслуженная артистка Чувашской АССР». Песни, которые были ей исполнены, до сих пор хранятся в грамзаписи в фонде Радио Чувашии. В 1960 году переехала в Цивильск и более 25 лет работала здесь преподавателем Республиканского культурно-просветительного училища. Среди учеников Олимпиады Агаковой: народный артист Российской Федерации, художественный руководитель и главный дирижёр Чувашского государственного академического ансамбля песни и пляски Ю. В Васильев; профессор, заслуженный деятель искусств Российской федерации С. А. Кондратьев; профессор, заслуженный работник культуры России З. А. Козлова, композитор А. Н. Никитин, композитор Ю. Кудаков и многие другие.
В 1988 году вышла в свет «Хрестоматия для фортепиано», подготовленная композитором к применению в детских музыкальных школах для 1-7 классов. Произведения написаны на материале чувашского фольклора и требуют хорошей пианистической подготовки, музыкального мышления и эмоциональности. Хрестоматия входит в программы учебного репертуара музыкальных школ, средних и высших учебных заведений Чувашской Республики и остаётся актуальной и востребованной по сей день. Особой популярностью пользуется «Ноктюрн», вариации: «Кик-как хуракӑш», «Сурӑм вӑрманӗ», «Пирӗн атте сазан пулӑ», «Авалхи салтак юрри», пьеса «Юханшыв хӗрринче», «Уя тухрӑм».
О. Я. Агакова — первая чувашская женщина, ставшая известным композитором. Её песни, преимущественно лирического жанра, выпущены в четырёх авторских сборниках: «Атӑл хӗрӗн юрри» (Песня девушки волжанки), «Ҫамрӑк хурӑн» (Молодая берёза), «Чун юратнӑ ҫӗршыв» (Отчизна любимая моя), «Ешертӗр ҫӗр» (Расцветай, земля), «Лирические песни». Наиболее известные песни: «Каҫӗ лӑпкӑ килчӗ» (Был тихий вечер), «Юрату» (Любовь), «Хитре теҫҫӗ» (Говорят красивая) и другие. Известны романсы «Ах, шӑпчӑксем» (Ах, соловьи), «Хӑяймарӑм» (Не посмел), «Тӗлпулу» (Встреча) и прочие. Многие произведения публиковались также в «Хрестоматии чувашских народных песен и песен композиторов Чувашии», составленной С. А. Кондратьевым.
Скончалась 8 июля 1999 года.

## Оценка
Основой творческой деятельности Олимпиады Агаковой было пение, в первую очередь она была вокалисткой. В фонде чувашского радио хранятся записи, сделанные в середине XX века. их можно услышать по радио в программе «Из золотого фонда». Голос певицы «был ярким, индивидуально окрашенным». Она пела буквально всё — от простых народных песен до сложнейших оперных арий.
Романсы Олимпиады Агаковой — «гармоничный сплав стиха, мелодии и партии фортепиано; редко кому из чувашских композиторов удавалось так обогатить и гармонически, и фактурно фортепианное сопровождение и усилить мелодию тонким и выразительным аккомпанементом. Такие романсы как „Тел пулу“, „Ах, шӑпчӑксем“, „Хӑяймарӑм“, „Ҫуркунне“, „Ҫуркуннепе аслӑ вӑрман“, „Прощание“, „Я хочу повсюду быть с тобою“, „У реченьки глубокой“, „Мӗн-ма эс, сар ыраш…“, „Незабудки“ и ещё множество других являются шедеврами чувашской романсовой лирики».
Некоторые песни стали застольными, народными, например, такие, как «Аванҫке иккӗн ҫӱреме», «Сурам вӑрмань» и «Ай-хай лӑпкӑ мар». Для романсов и песен Олимпиады Яковлевны свойственно «избирательный выбор поэзии, отношение к слову, к образу, выразительные мелодии, характерные своей утончённой лиричностью».
Народный артист Российской Федерации Ю. Н. Васильев вспоминал:
Я часто аккомпанировал О. Я. Агаковой, а потому её музыкальность стала для меня образцом, – тонкое ощущение драматургии романса или песни, глубины их поэтического и музыкального содержания было у нее просто безупречным. Я уже не говорю о таких простых вещах, как интонационно чисто петь, точно знать мелодико-ритмическую канву и форму произведения. Даже будучи в преклонном возрасте, она всегда крепко держала строй и вокальную форму.
Чувашские композиторы, такие как А. Г. Орлов-Шузьм, Т. И. Фандеев, Ф. М. Лукин, В. А. Ходяшев и другие, ценили тонкую музыкальность певицы, сотрудничали с ней. Считается, что О. Я. Агакова оставила глубокий след в чувашском музыкальном образовании.
По словам заслуженного деятеля искусств Чувашии Александра Осипова, хоровые произведения Олимпиады Агаковой отразили стиль массовой хоровой культуры послевоенных лет и актуальны и сегодня как образцы чувашской музыки XX века.
По мнению руководителя Ассоциации композиторов Чувашской Республики Н. А. Зимина, «Олимпиада Агакова является украшением и гордостью Ассоциации композиторов Чувашской Республики — творческого союза, в который она вступила в год его основания, в 1990 году. Участие в делах в нашей творческой организации для неё всегда было почетной миссией».

### Оценка учеников
Слушая её записи, вокалисты «учились у неё культуре исполнения, раскрытию художественного образа».
После Великой Отечественной войны, по воспоминаниям самих учеников Олимпиады Агаковой, она буквально спасала их от голода, бескорыстно помогала. Воспитанники считали её второй, духовной матерью, с многими из них она поддерживала отношения, переписывалась, помогала советами.
Профессор, заслуженный деятель искусств Российской федерации С. А. Кондратьев высказывал об Олимпиаде Яковлевне следующее:
Я стал её первым учеником, когда приехал в Чебоксары. Это была честь для меня. Она обладала великолепным голосом, прекрасно аккомпанировала, была примером для нас. Я от неё получил очень многое, потому что она была человеком удивительной души, вокального ума. Её методику считаю правильной и честной, особенно для студентов без музыкального образования: она научила слушать и понимать музыку.
Её ученицы З. Изоркина и Г. Сторожева вспоминали: «Олимпиада Яковлевна была строгим, но справедливым преподавателем». Учившиеся в своё время в Республиканском культпросветучилище в Цивильске под руководством Олимпиады Агаковой певицы Галина Пуклакова и Зоя Лисицына отметили, что Олимпиада Яковлевна «зажигала сердца, вселяла уверенность и, конечно, давала очень дельные советы как педагог».
Племянница Олимпиады Агаковой, пианистка и преподаватель института культуры Алиса Леонидовна Агакова рассказывала о певице следующее: «Иногда студенты приносят ноты, говорят, какую замечательную музыку нашли. Смотрю: да это же произведение тёти Липы!».

## Память
С 2011 года в детской школе искусств города Цивильска ежегодно проходит открытый районный конкурс юных исполнителей на фортепиано им. О. Я. Агаковой.
25 июля 2013 года состоялся вечер памяти, посвящённый 95-летию со дня рождения О. Я. Агаковой.
К 100-летнему юбилею О. Я. Агаковой 25 июля 2018 года в Ядринской детской библиотеке была организована выставка-портрет «Славная дочь земли Чувашской», на которой представлены статьи из периодических изданий «Знамя труда» и «Таван Атал», книги «Ядринская энциклопедия», «Ассоциация композиторов Чувашской Республики» и другие, а также фотографии из личного архива.
В 2018 году Глава Чувашской Республики Михаил Игнатьев учредил грант племянницы Олимпиады Алисы Леонидовны Агаковой для поддержки инновационного проекта в сфере культуры и искусства «Музыкально-педагогические традиции школы И. Яковлева и их претворение в современную чувашскую музыку для детей и юношества». Было объявлено, что в рамках этого проекта будет проводиться конкурс сочинений для детей и юношества «Краски музыки» имени Олимпиады Агаковой, и что целью конкурса является «развитие музыкально-педагогических традиций и принципов школы И. Я. Яковлева в области духовного формирования молодого поколения средствами музыкального искусства, а также стимулирование творчества композиторов для создания произведений в различных жанрах детской музыки».
Также впервые на родине О. Я. Агаковой был проведён первый Республиканский музыкальный фестиваль имени певицы и композитора Олимпиады Агаковой в селе Кукшумы Ядринского района. Этот фестиваль собрал немалое количество коллективов и участников, которые приехали из разных районов Чувашии. Цели и задачи фестиваля — «увековечение памяти О. Я. Агаковой, сохранение и пропаганда её творческого наследия, развитие народного художественного творчества в Чувашской Республике, обогащение репертуара музыкальных коллективов и исполнителей новыми художественно ценными произведениями, обеспечение преемственности традиций творческого взаимодействия и сотрудничества композиторов с музыкальными коллективами и исполнителями, повышение исполнительского уровня любительских хоров и вокальных ансамблей, выявление талантливых авторов и популяризация их произведений».

## Труды
- О. Я. Агакова. Ай, хай, лӑпкӑ мар = Неспокойное сердце / О. Агакова. — Чебоксары, 1957. — 4 с. — нотн. изд.
- О. Я. Агакова. Юрӑсем : Атӑл хӗрӗн юррисем / О. Агакова. — Шупашкар : Чӑвашгосиздат, 1959. — 14 с. — (Песни: песни девушки-волжанки). — нотн. изд.
- О. Я. Агакова. Ҫамрӑк хурӑн : юрӑсем / О. Агакова. — Шупашкар : Чӑваш АССР кӗнеке изд-ви, 1965. — 31, [5] с. — (Молодая берёза: песни) — нотн. изд.
- О. Я. Агакова. Лирические песни / О. Агакова. — Чебоксары : Чуваш. кн. изд-во, 1971. — 23 с. — нотн. изд.

## Награды
- Орден Отечественной войны II степени;
- Заслуженная артистка Чувашской АССР (1950);
- медаль ордена «За заслуги перед Чувашской Республикой» (2008).
- другие медали, правительственные награды, почётные грамоты государственных органов и учреждений, общественных организаций[8].